# U-Commerce
U-Commerce ist die Kurzform von ubiquitous commerce und bezeichnet die ununterbrochene Kommunikation und den Austausch von Daten und Informationen zwischen Händlern, Kunden und Systemen bzw. Applikationen zu jeder Zeit und an jedem Ort über technische Endgeräte.
Im Allgemeinen stellt U-Commerce einen Oberbegriff für eine allumfassende Geschäftsabwicklung mithilfe von Informations- und Kommunikationstechniken dar.

## Merkmale
Bereits im Jahr 2000 definierte Richard T. Watson vier grundlegende Faktoren des U-Commerce:
- Ubiquitous = „Allgegenwärtigkeit“, repräsentiert die Möglichkeit immer und überall mit dem Internet verbunden und damit auch jederzeit an jedem Ort erreichbar zu sein.

- Uniqueness = Die „Einzigartigkeit“, die eindeutige Identifikation von Benutzern in Bezug auf ihre Identität, ihren Präferenzen und ihrem geographischen Standort.

- Universal = „Universalität“ bezieht sich auf die Geräte, die multifunktional und universell nutzbar sind. Beispiele sind das Surfen im Internet, das Telefonieren oder die drahtlose Verbindung untereinander.

- Unison = Lässt sich mit „Einklang“ übersetzen und beschreibt die Integration von Daten über Applikationen, sodass Benutzer eine konsistente und unabhängige Sicht auf ihre Informationen besitzen. Der Begriff Unison kann darüber hinaus auch als vollständige, umfassende Synchronisation aller Geräte aufgefasst werden.

## Teilgebiete des U-Commerce
U-Commerce umfasst gemäß der Begriffsdefinition alle Bereiche im Handel, unabhängig von den eingesetzten Technologien. Dies umfasst dementsprechend E-Commerce, M-Commerce, Voice Commerce (V-Commerce), Television Commerce (T-Commerce) sowie des „Silent Commerce“ (Handel ohne Beteiligung von Menschen).

## Technologietreiber
Die Entstehung und Entwicklung eines allgegenwärtigen Handels gestützt von IuK-Systemen beruht auf einigen Technologien, die den Weg hin zu U-Commerce unterstützt haben und auch in Zukunft vorantreiben werden.
Dazu zählen unter anderem Technologien wie z. B.:
- Internet als grundlegende Technologie und Ursprung

- mobile Datenübertragung im Bereich M-Commerce vor allem W-LAN, UMTS, HSDPA und in Zukunft z. B. LTE / WiMAX

- TV-Technologien/Erweiterungen wie Teletext, HbbTV und zunehmend auch IPTV

- Technologien zur Unterstützung der Interaktion von Geräten (EDI, XML, Webservice)

Ergänzend dazu Technologien, die vor allem dem Konzept des Ubiquitous computing zuzurechnen sind und somit die Basis und eigentlichen Treiber des Ubiquitous Commerce sind und werden. Darunter fallen insbesondere folgende Technologien:
- Technologien der Machine-to-Machine-Kommunikation, welche u. a. die oben genannten Technologien miteinschließen

- Techniken zur automatischen Identifikation und Datenerfassung (Auto-ID) wie GPS und RFID

- langfristig auch intelligente und selbstorganisierende Geräte/Systeme und deren Technologien (z. B. Sensoren, KI)

## Chancen und Herausforderungen
In Verbindung mit dem Einzug des Ubiquitous Commerce in den Alltag und der zunehmenden Verbreitung lassen sich einigen Chancen, aber auch Herausforderungen des U-Commerce ausmachen.
Chancen:
- personalisierte Werbung als auch Informationsversorgung abgestimmt auf Ort, Zeit, Stimmung

- hohe Verfügbarkeit von Serviceleistungen für den Kunden

- neues Umsatzpotenzial für Anbieter bzw. neue Geschäftsmodelle

- erweiterte Analysemöglichkeiten für Anbieter als auch Kunden (Zeit, Ort, Verhalten)

- steigende Mobilität von Kunden und Anbieter

Herausforderungen:
- Datenschutzaspekte und Gefahr des gläsernen Menschen

- steigende Anforderungen durch Gerätevielfalt/-menge als auch Energieverbrauch

- Datenüberfluss und wahrscheinliche Unübersichtlichkeit (Information Overload, Big Data)

- höhere Gefahr der Manipulation oder Sicherheitslücken durch mehr „Angriffsziele“

- zunehmender Ausschluss älterer Menschen durch hohe technologische Anforderungen

- „Entsozialisierung“ der Kunden und Anbieter

## Kritik
U-Commerce hat sich seit Aufkommen in seiner Begrifflichkeit noch nicht durchgesetzt.